# Johnny Höglin
Hans Johnny Höglin, né le 26 février 1943 à Nykroppa, est un patineur de vitesse suédois notamment champion olympique du 10 000 mètres en 1968.

## Biographie
Aux Jeux olympiques d'hiver de 1968 organisés à Grenoble, il remporte l'unique titre de sa carrière en devançant le favori Fred Anton Maier de trois dixièmes de seconde lors du 10 000 mètres.

## Records personnels
| Distance      | Temps         | Année |
| ------------- | ------------- | ----- |
| 500 mètres    | 40 s 3        | 1970  |
| 1 000 mètres  | 1 min 21 s 3  | 1970  |
| 1 500 mètres  | 2 min 2 s 1   | 1972  |
| 5 000 mètres  | 7 min 26 s 0  | 1972  |
| 10 000 mètres | 15 min 23 s 6 | 1968  |